# Smiódovo
Smiódovo (en rus: Смёдово) és un poble de l'óblast de Leningrad, a Rússia, que el 2017 tenia 26 habitants.